# Enterobacter cowanii
Enterobacter cowanii è un battere gram-negativo, anaerobio facoltativoe dalla forma rotonda appartenente al genere Enterobacter E. cowanii is associated with plant pathogens that exhibit symptoms of severe defoliation and plant death. This species, originally referred to as NIH Group 42, was first proposed in 2000 as a potential member of the family Enterobacteriaceae. The name of this species honors S. T. Cowan, an English bacteriologist, for his significant contributions to the field of bacterial taxonomy.. Questa specie è facilmente trovabile nel suolo e nell'acqua. È un patogeno vegetale associato alla perdita del fogliame e alla morte della pianta, infatti è stato isolato per la prima volta dal tessuto fogliale delle painte di Eucalyptus. Era originalmente conosciuto come NIH Group 42 ed è stato proposto nel 2000 come un potenziale membro della famiglia Enterobacteriaceae. Il suo nome è stato dato in onore a S.T. Cowan, un batteriologo inglese che contribuì a grandi passi avanti nel campo della tassonomia batteriana.
È descritto come un battere di forma rotonda e che forma colonie dal colore pallido e cremoso in forma non selettiva. È asparginasi e catalasi positivo mentre è urasi e ossidasi negativo.